# Irase
Koordinaten: 58° 20′ N, 22° 26′ O
Irase (deutsch Irras) ist ein Dorf (estnisch küla) auf der größten estnischen Insel Saaremaa. Es gehört zur Landgemeinde Saaremaa (bis 2017: Landgemeinde Lääne-Saare) im Kreis Saare.

## Einwohnerschaft, Lage und Geschichte
Das Dorf hat 46 Einwohner (Stand 1. Januar 2016). Seine Fläche beträgt 7,35 km².
Der Ort liegt neun Kilometer nordwestlich der Inselhauptstadt Kuressaare. Nordwestlich des Dorfkerns liegt das Moorgebiet Irase soo.
Das Dorf wurde erstmals 1497 unter dem Namen Irras urkundlich erwähnt.